# Neocompsa habra
Neocompsa habra är en skalbaggsart som beskrevs av Martins 1970. Neocompsa habra ingår i släktet Neocompsa och familjen långhorningar.
Artens utbredningsområde är Venezuela. Inga underarter finns listade i Catalogue of Life.